# Phlegetonia atripars
Phlegetonia atripars là một loài bướm đêm trong họ Noctuidae.